# 白米良
白米 良（しらこめ りょう）は、日本の男性ライトノベル作家。小説投稿サイト「小説家になろう」でも活動している。

## 概要
元々は小説投稿サイト「小説家になろう」で「厨二好き」というペンネームで活動していた。その後、『ありふれた職業で世界最強』の書籍化に伴って、小説家としては「白米良」の名で、小説家になろうでは「厨二好き/白米良」の名に改めて現在は活動している。
2018年時点では静岡県在住。

## 来歴
三重県、大阪府、鹿児島県、愛知県、静岡県と全国を転々としながら育つ。鹿児島に住んでいた頃に『ありふれた職業で世界最強』の執筆を開始した。元々二次創作系の小説を書いていたが、ちょうどそれらが完結したタイミングで「次はオリジナルを」「（当時）流行りだった最強系で」というノリで「ありふれた」を書き始めた。

## 人物
趣味は執筆活動に加え読書とバイク。2018年時点ではカワサキ・ニンジャに乗っている。大学時代にはカワサキ・ZZR400に乗っていたが、鹿児島に引っ越した際に諸事情で持っていくことが出来ず実家に置いておいたところ、母親に「邪魔だから」と勝手に売却されてしまった。
好きな作品は『魔術士オーフェン』シリーズ、『トライガン』、『血界戦線』、『魔法先生ネギま!』。ゲームではテイルズシリーズがお気に入り。

## 作品

### 小説
- ありふれた職業で世界最強（『オーバーラップ文庫』、2015年 - 、イラスト：たかやKi、全21巻〈本編14巻+外伝6巻+短編集1巻〉）

### 漫画原作
- ありふれた日常で世界最強（『コミックガルド』、作画：森みさき、全5巻）
- ありふれた学園で世界最強（『コミックガルド』、作画：森みさき、全2巻）